# Acontecimiento (filosofía)
El acontecimiento o evento es un concepto filosófico. Presente desde la filosofía griega, adquirió una importancia notable a partir del siglo XX bajo el impulso de la Fenomenología y el Pragmatismo.
Se trata de un concepto que se mueve entre varios campos filosóficos variados: filosofía moral y política, Estética, Filosofía del derecho, etc. Por ello mismo, el concepto de acontecimiento ha sido descrito como una noción «atractiva a la par que huidiza».

## Significado
El hecho de que algo acontezca presupone lo inesperado. De esta manera, supone también un posible surgimiento del azar más allá de la causalidad que se esperaría normalmente. El acontecimiento cuestiona así el determinismo y supone un proceso de creación e introduce la idea de un funcionamiento irracional de lo real.

## Historia

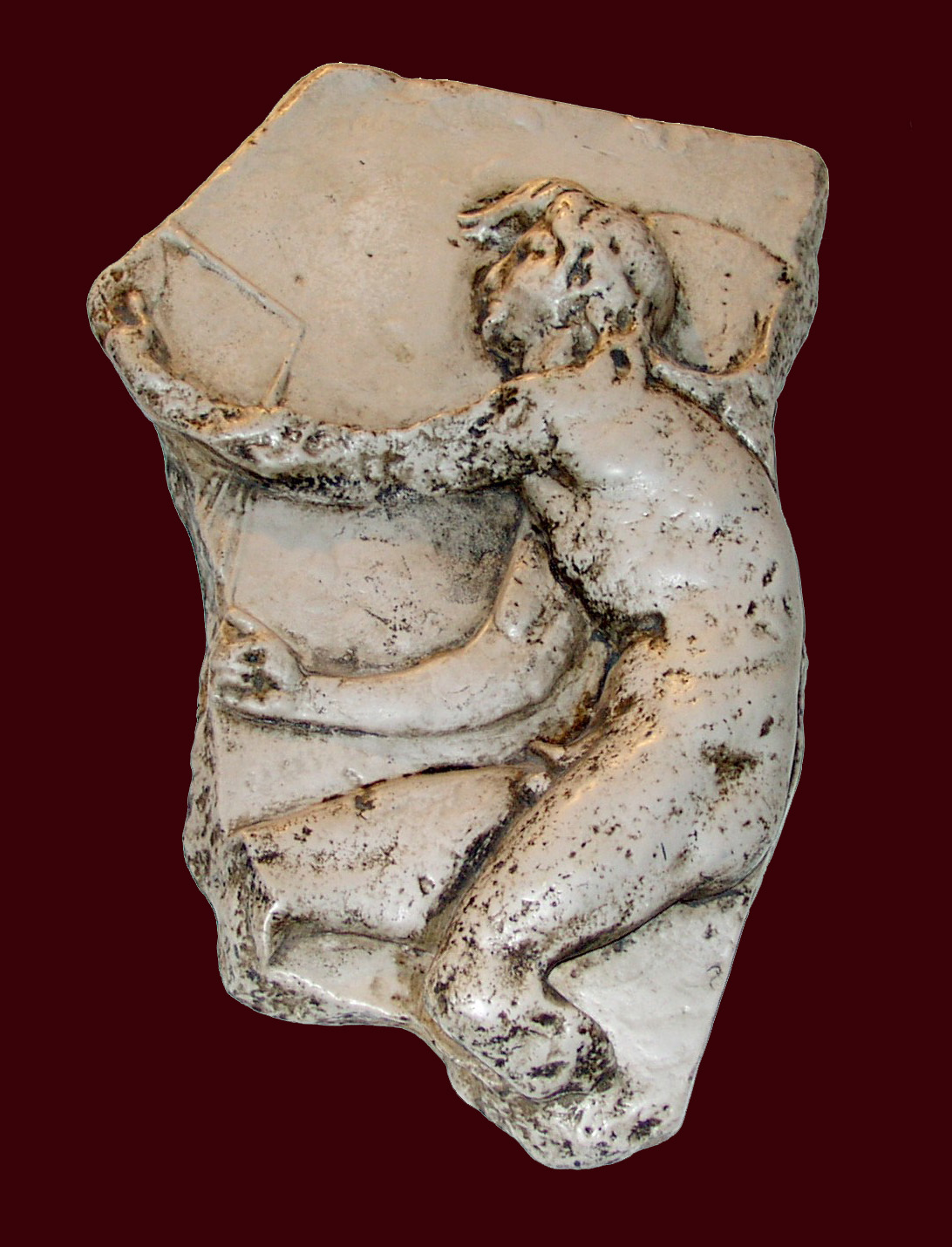
Relieve de Kairós en el claustro del monasterio de San Juan de Trogir, copia del original de Lisipo del, ubicado en El Cairo, que fue creado para la palestra de Olimpia.

### Filosofía griega
En la antigua Grecia se utilizaba el concepto de kairós (del griego antiguo καιρός). Este concepto representa un lapso indeterminado en que algo importante sucede. Su significado literal es «momento adecuado u oportuno», y en la teología cristiana se lo asocia con el «tiempo de Dios». La principal diferencia con cronos (en griego antiguo, kρόνος, krónos) es que, mientras el kairós es de naturaleza cualitativa, Cronos es cuantitativo.
El término utilizado en la antigüedad varía en los diferentes textos y aparece con significados ligeramente distintos. Por eso, no se pueden unificar todos sus usos y el significado exacto debe extraerse del contexto en el que se emplee. Ni siquiera es siempre asociado con el tiempo, pero sí con la eficiencia y aparentemente siempre juega un papel decisivo en las situaciones imprevisibles e inusuales.

### Filosofía contemporánea

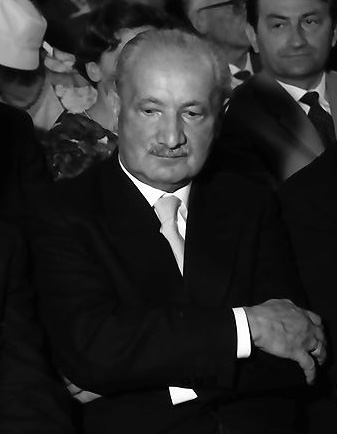
El concepto de Ereignis resulta fundamental en la filosofía de la segunda época de Heidegger.

En la actualidad, el concepto de evento o acontecimiento es utilizado tanto en la filosofía continental como en la filosofía analítica.
En el contexto de la filosofía continental, el acontecimiento es una noción clave en el Existencialismo y la Fenomenología. En este grupo están incluidos desde Martin Heidegger (con el concepto de Ereignis) hasta varios filósofos franceses, pasando también por el postestructuralismo y la filosofía posmoderna. En este uso, acontecimiento o evento significa un acto singular e instantáneo que es constitutivo del ser, el actuar, la moralidad o el conocimiento.
Por su parte, para la filosofía analítica, acontecimiento se refiere a un objeto que no se comporta como un objeto sino como un proceso. Los eventos en este sentido se entienden generalmente no como instantáneos, sino como extendidos en el tiempo. Algunos teóricos sostienen que básicamente toda la ontología no debería basarse en objetos sino en eventos. Por ejemplo, argumentando que existe una reductibilidad mutua, pero que los eventos son necesarios de todos modos para una ontología que funcione y, por lo tanto, se arreglan sin objetos. También es posible hacer esto argumentando que con ello se pueden tratar mejor los problemas ontológicos de cambio cualitativo en el caso de la persistencia de los objetos. Un clásico representante de tal ontología de eventos es, por ejemplo, Alfred North Whitehead, un antecedente de Donald Davidson.
La concepción filosófica de los eventos como un conjunto distinto de entidades en el mundo, especialmente según Donald Davidson, ha tenido una fuerte influencia en las representaciones lingüísticas de la semántica de los verbos, lo que ha dado lugar al surgimiento de la llamada semántica de los eventos.

#### Gilles Deleuze
Para Gilles Deleuze, el acontecimiento es revolucionario ya que pone en juego a través de sí la integración de los signos, actos y estructuras. La distinción entre los acontecimientos se debería más a la intensidad de esta revolución que a la libertad o al azar.

#### Alain Badiou

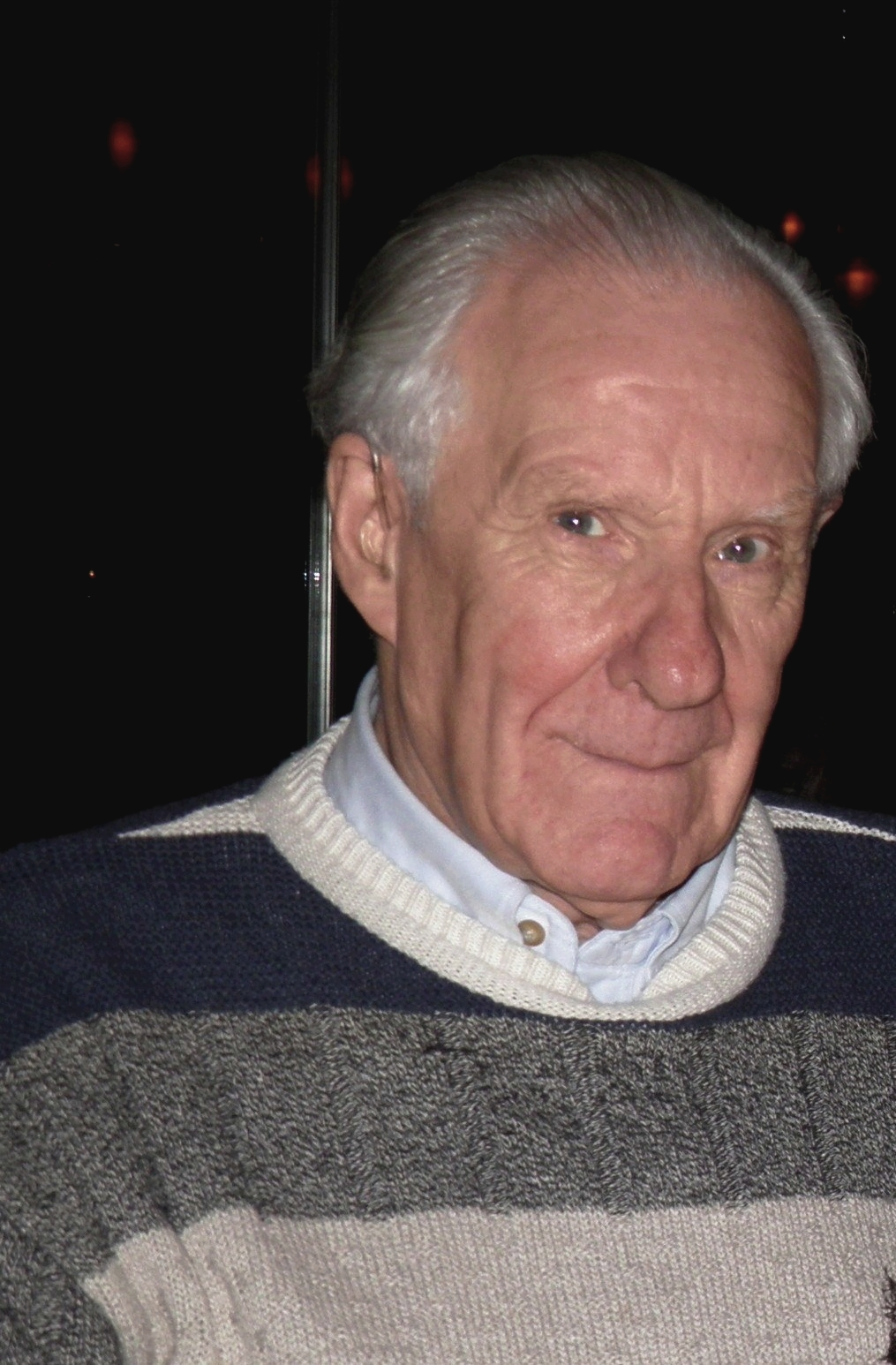
El filósofo francés Alain Badiou.

El concepto de acontecimiento es clave en la obra de Alain Badiou. El filósofo francés expuso el término en su libro de 1988 El ser y el acontecimiento. Así, Badiou comprende el acontecimiento como un múltiplo que no tiene sentido según las reglas de la situación, es decir, de la existencia. De esta manera, el acontecimiento «no es», por lo que para que haya un evento debe haber algo que cambie las reglas de la situación para permitir que ese acontecimiento en particular sea.
Para Badiou, el acontecimiento es lo imprevisible, lo que no puede de ninguna manera insertarse o derivarse de un orden ya existente. No es un elemento del conjunto de elementos que conforman una situación determinada. Tampoco puede ser nombrado ni puede ser presentado. Es una singularidad que altera fundamentalmente el significado de la situación dada y de todas las que la siguen.
Badiou confronta el concepto de acontecimiento al de hecho. El acontecimiento no posee un cierre que lo delimite. Se trata de una irrupción en un estado de cosas, algo que rompe con lo anterior. El acontecimiento, de este modo, coimplica tres momentos o instancias: el momento irruptivo en el que acontece tiene también un momento significativo o simbólico que afecta a cómo se trata el evento en su inscripción lingüística. Finalmente, el momento performativo en el que la realidad es transformada a través del acontecimiento mismo.